# 平成15年台風第2号
平成15年台風第2号（へいせい15ねんたいふうだい2ごう、アジア名：クジラ〔Kujira、命名国：日本、意味：くじら座〕）は、2003年4月11日に発生し、日本に接近した台風である。

## 概要

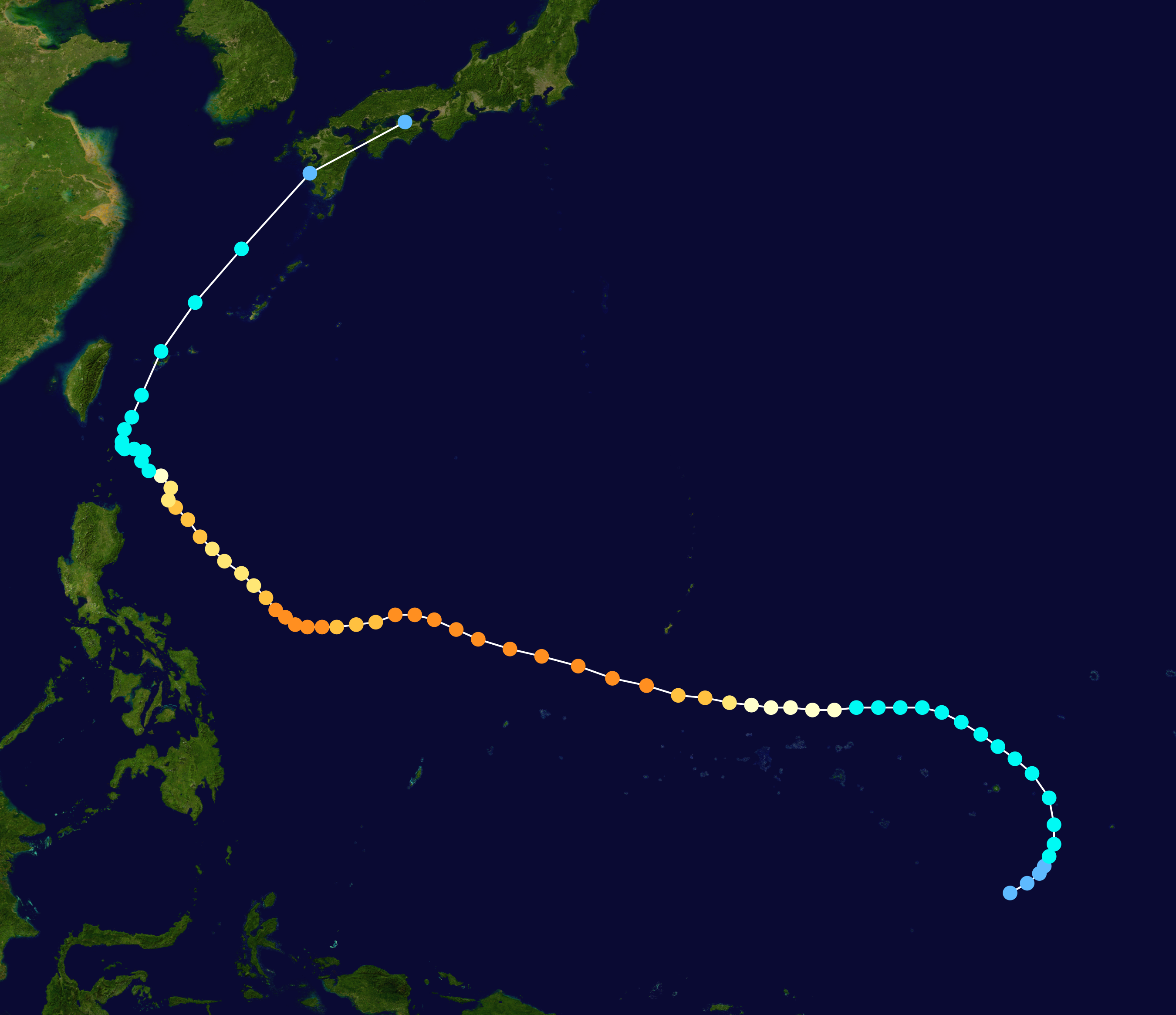
進路図

4月11日にマーシャル諸島近海で発生した台風2号は、発達しながら西進を続け、4月16日には中心気圧930ヘクトパスカル、最大風速45m/sの非常に強い勢力にまで発達した。フィリピンの東海上で進路を北寄りに変え、22日からはバシー海峡付近で数日間停滞したことで勢力は急速に衰えた。その後、ゆっくりと北上して4月24日頃に沖縄県先島諸島に接近。石垣島では最大瞬間風速39.2m/sという、4月としては歴代1位となる風速を記録した。2号はその後、24日夜には九州方面に進路を変えて東シナ海を北東進したが、4月25日12時に台風は衰えて熱帯低気圧となり、その日の夕方頃に九州を通過して西日本へ進んだ。この台風のように4月に台風が九州や南西諸島に接近することは極めて珍しいことであった。

なお、この台風の寿命は14日3時間であり、統計開始以来10位の長寿台風となった。
| 順位 | 名称               | 国際名 | 台風期間   | 発生日時           | 消滅日時            |
| ---- | ------------------ | ------ | ---------- | ------------------ | ------------------- |
| 1    | 平成29年台風第5号  | Noru   | 19日0時間  | 2017年7月20日 21時 | 2017年8月8日 21時   |
| 1    | 昭和47年台風第7号  | Rita   | 19日0時間  | 1972年7月7日 21時  | 1972年7月26日 21時  |
| 3    | 昭和42年台風第22号 | Opal   | 18日6時間  | 1967年8月30日 9時  | 1967年9月17日 15時  |
| 4    | 昭和61年台風第14号 | Wayne  | 17日18時間 | 1986年8月18日 15時 | 1986年9月6日 21時   |
| 5    | 昭和47年台風第9号  | Tess   | 15日12時間 | 1972年7月9日 3時   | 1972年7月24日 15時  |
| 6    | 平成9年台風第28号  | Paka   | 14日12時間 | 1997年12月8日 3時  | 1997年12月22日 15時 |
| 6    | 平成6年台風第31号  | Verne  | 14日12時間 | 1994年10月18日 9時 | 1994年11月1日 21時  |
| 6    | 昭和26年台風第20号 | Amy    | 14日12時間 | 1951年12月3日 9時  | 1951年12月17日 21時 |
| 9    | 平成4年台風第30号  | Gay    | 14日6時間  | 1992年11月16日 3時 | 1992年11月30日 9時  |
| 10   | 平成15年台風第2号  | Kujira | 14日3時間  | 2003年4月11日 9時  | 2003年4月25日 12時  |